# Estación Goes
La Estación Goes de Montevideo es una antigua estación de transporte, convertida en plaza pública y centro cultural. Se encuentra ubicada en el barrio Goes de Montevideo.

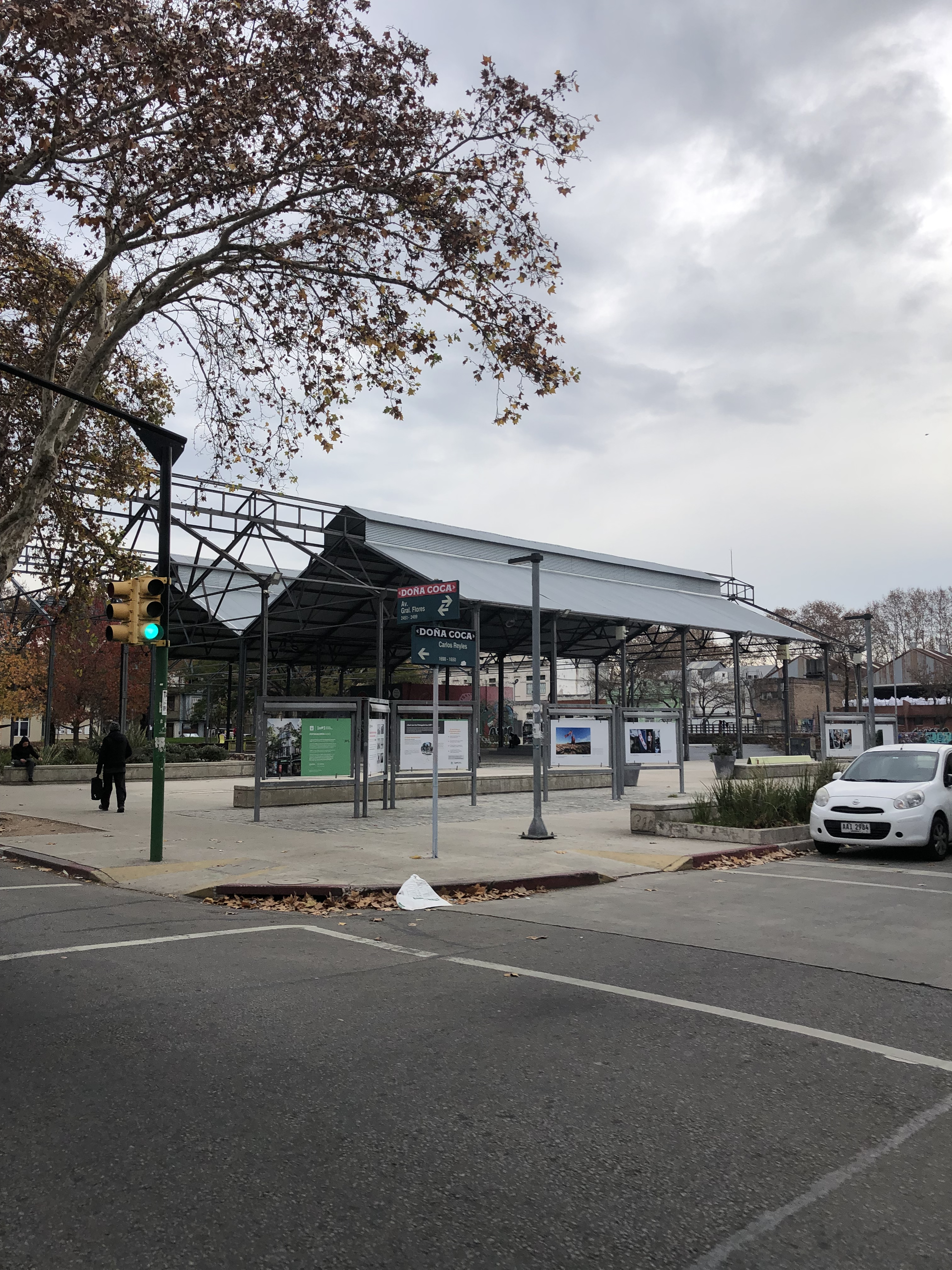
Plaza Terminal Goes en la actualidad (2023)

## Antecedentes

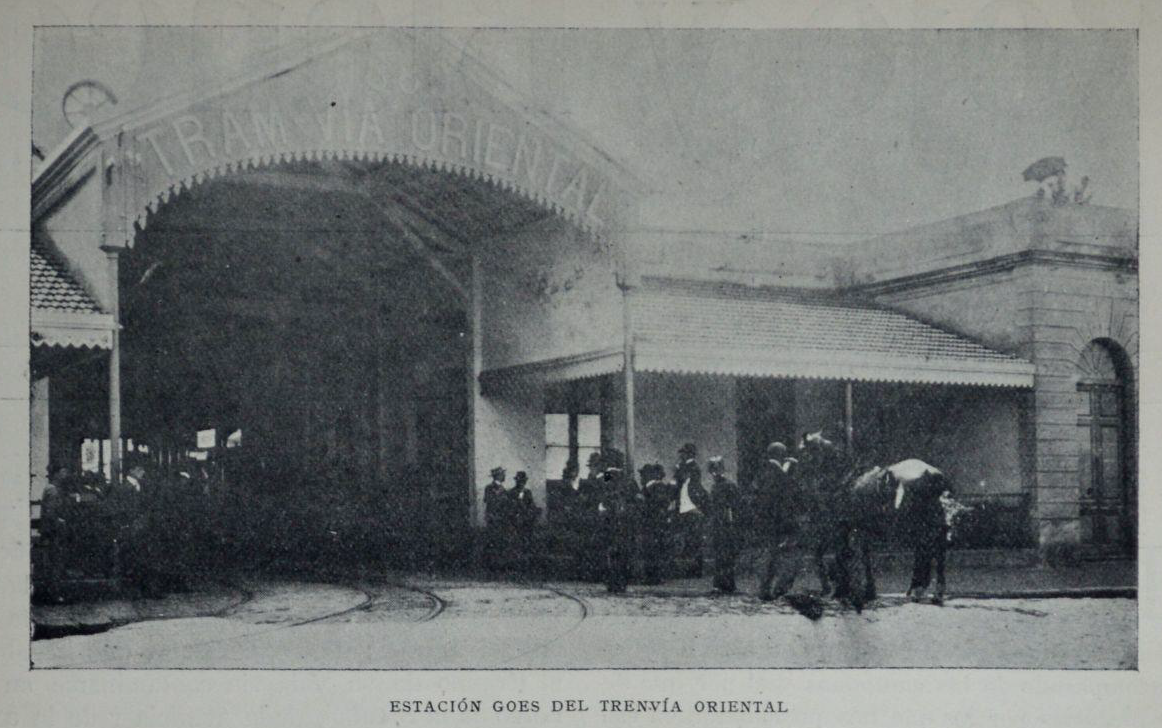
Estación Goes del Tranvía Oriental

La primera edificación de la Estación Goes data de  1880 construida por la Compañía del Tranvía Oriental, empresa que posteriormente sería adquirida por La Transatlántica de Tranvías Eléctricos.

## Historia
A inicios del 1900 La Transatlántica decide demoler la antigua edificación y construir una nueva y moderna estación, la cual ocuparía la manzana comprendida, entre el entonces Camino Goes y las calles Domingo Aramburu, Carlos Reyles y Rocha. Allí instalaría una parte de sus talleres, específicamente de pintura para los tranvías. 
En los años cuarenta, con la nacionalización y municipalización de los tranvías, la entonces Estación Goes es adquirida por la Administración Municipal de Transporte quien continúa utilizándola para los tranvías, pero también para los autobuses que comenzarían a llegar en dichos años. 
A finales de los años sesenta, luego de la disolución del ente municipal en 1975 se destina una parte de la estación para usos específicos del gobierno departamental y también como una posible estación de autobuses. 

### Terminal
En 1976 comenzarían a partir desde dicha estación, la cual adquirirá la denominación coloquial de “Control Goes” todas aquellas líneas suburbanas que provenían por la Avenida Agraciada, específicamente desde las rutas 1 y 5, y por la Avenida General Flores.  
Además de la sección de andenes para las líneas, se ubicarían otros servicios y una biblioteca pública en el edificio principal. 
Algunas de las líneas que partieron desde la Terminal Goes fueron las líneas:
| Terminal Goes | Terminal Goes |
| ------------- | ------------- |
| Línea 1A      | Línea 227     |
| Línea 2A      | Línea 230     |
| Línea 6A      | Línea 275     |
| Línea 15A     | Línea 268     |

En el año 1992 con la inauguración y apertura de la Terminal Baltasar Brum, dejarían de funcionar los dos controles de transporte existentes, el Control de Dante, en el Cordón, y el Control Goes.

### Plaza y centro cultural

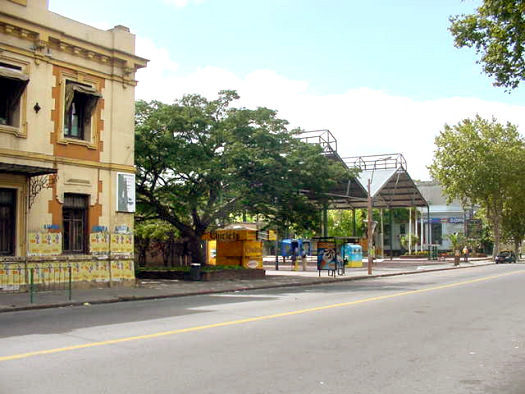
Estación Goes en 2008

En los años noventa, tras dejas de funcionar como terminal de autobuses y a instancias del decreto de descentralización municipal, el edificio principal se destina como sede del  Centro comunal zonal N°13. Posteriormente y tras un largo periodo, se define destinar la sección de andenes para construir una plaza pública. En el año 2012 es inaugurado el Centro Cultural Goes, sumado al ya existente centro comunal. 

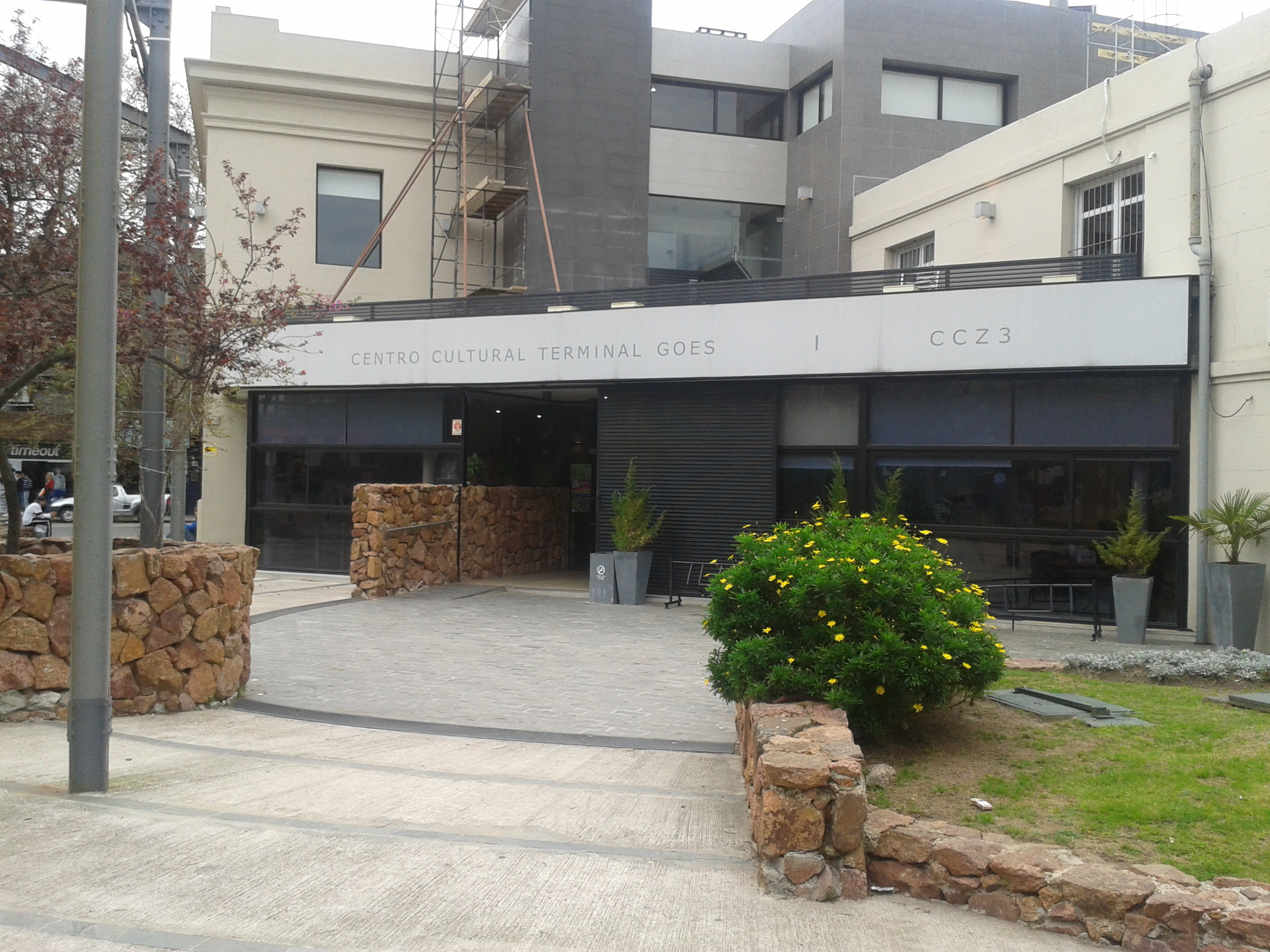
Centro cultural Goes y Centro comunal 13

En el año 2018 se llevaron adelante obras de que modificaron totalmente la fisionomía de la plaza Goes.  